# Борщівник європейський
Борщівник європейський або борщівник звичайний (Heracleum sphondylium) — вид рослин родини окружкові.

## Будова
Одна з найбільших трав'янистих рослин України заввишки 1,5—2,5 м. Через це рід Heracleum отримав назву від імені героя Геракла. Квіти ростуть у великих суцвіттях. Периферійні квіти суцвіття мають збільшені пелюстки з крайнього боку.

## Поширення та середовище існування
Трапляється на луках, галявинах, узліссях, у лісах, на полях майже всієї України. 

## Практичне використання
Стебло і листя здавна вживають в їжу. Молоді листки вживають для приготування пряних салатів, зелених борщів, юшок, щів тощо.
На Поволжі молоді м'які соковиті пагони з нерозкритими пуп'янками завдають окропом, потім викачують у борошні та смажать. Черешки листків маринують. Для цього з них знімають шкірку, ріжуть на шматки завдовжки 2—2,5 см і заливають оцтовим маринадом.
Засушене насіння можна використовувати в якості спеції, яка за смаковими якостями нагадуватиме кардамон.

## Галерея

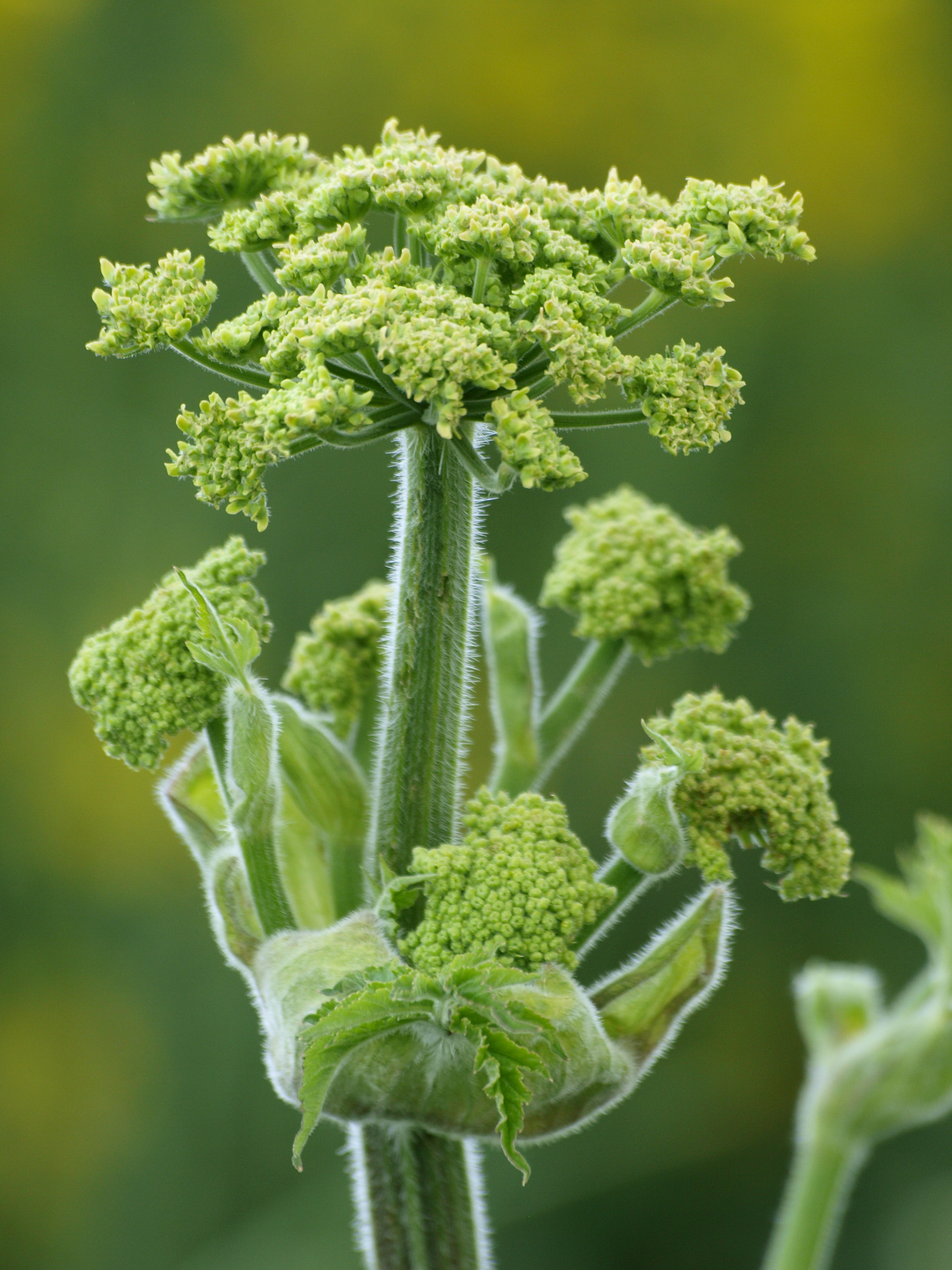
Суцвіття
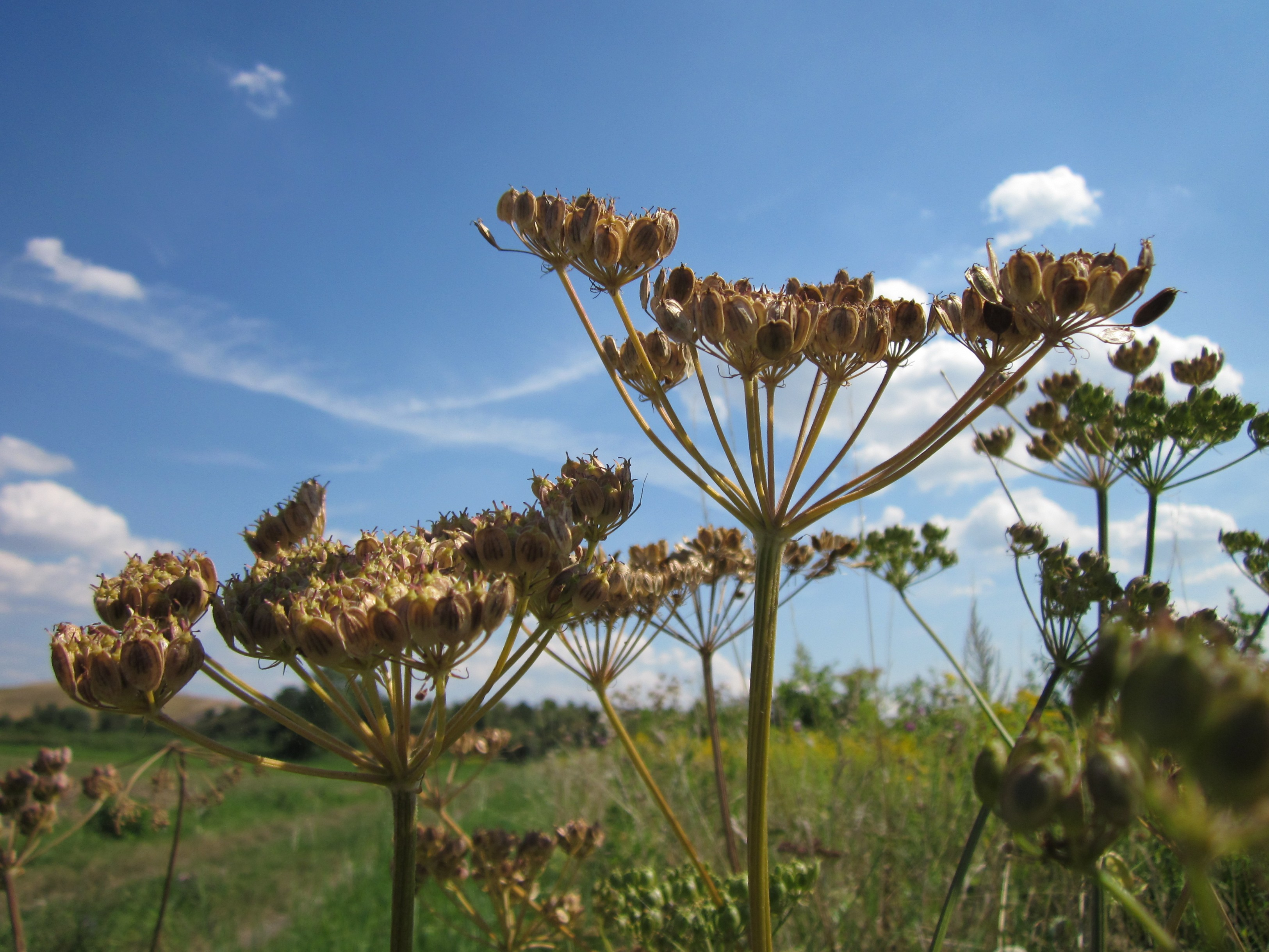
Висохле стебло
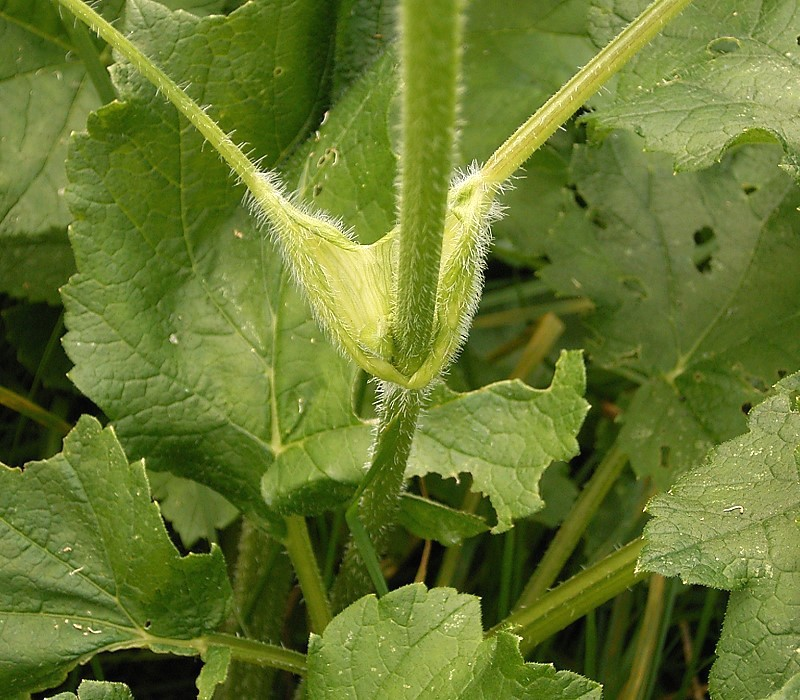
Листя
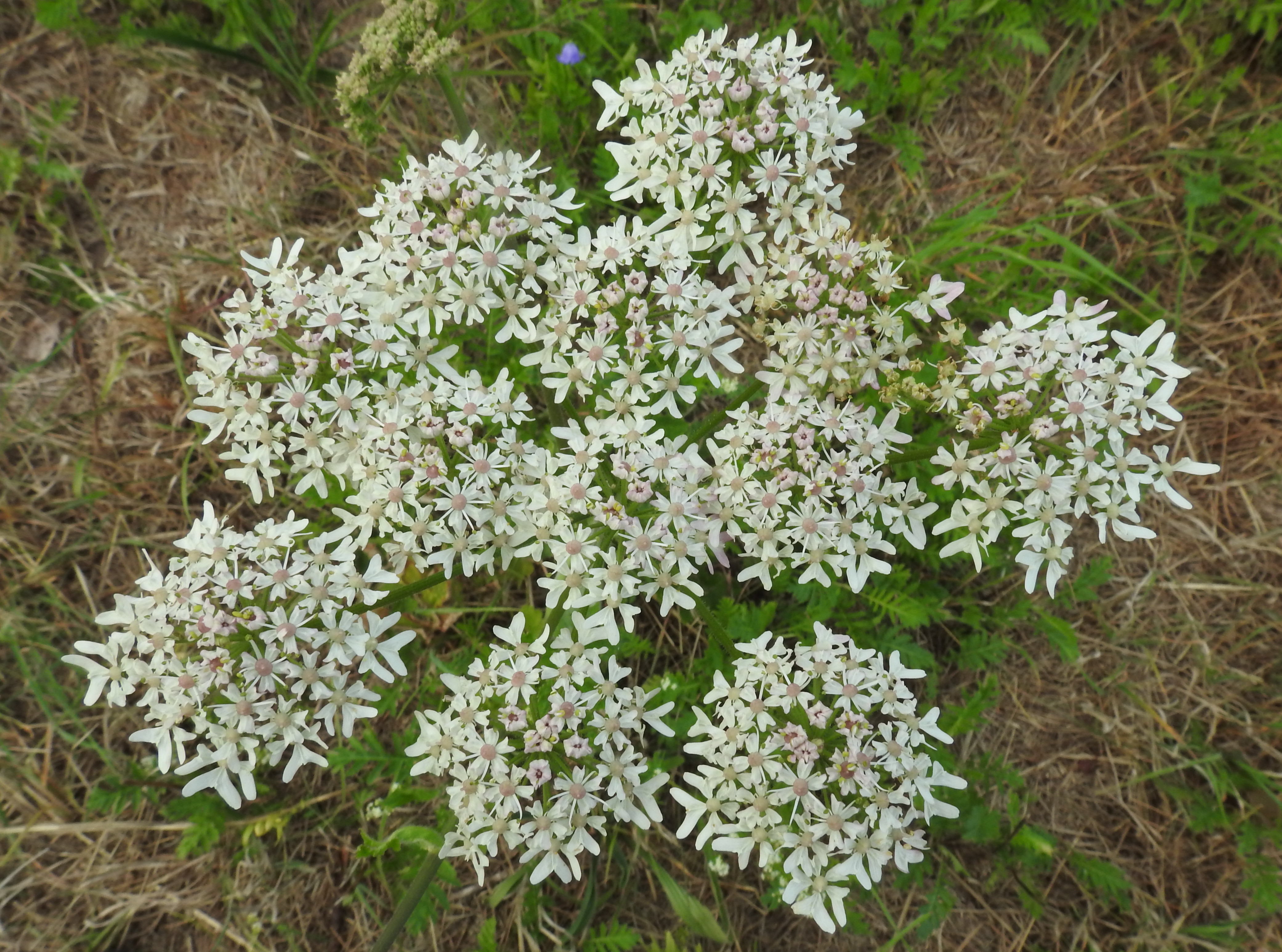
Суцвіття
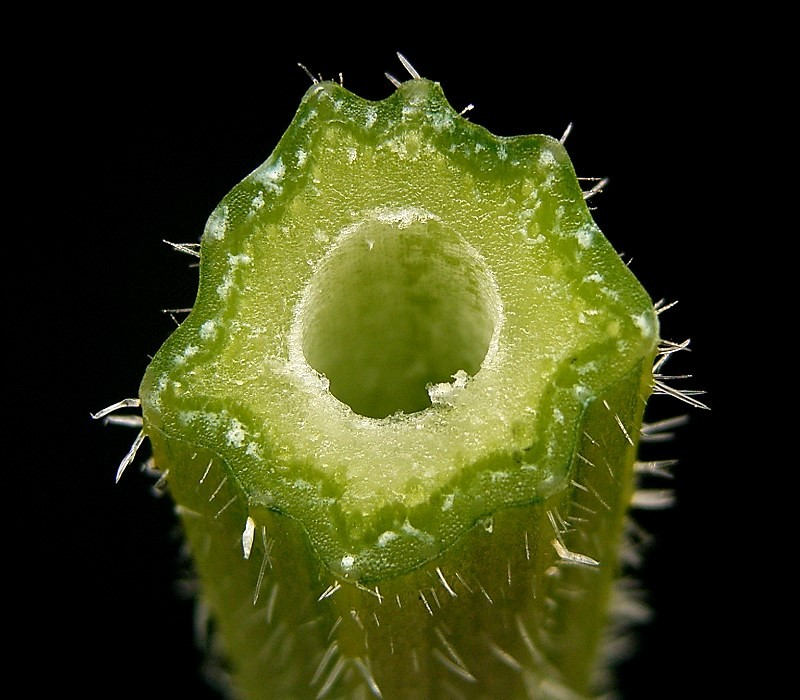
Стебло
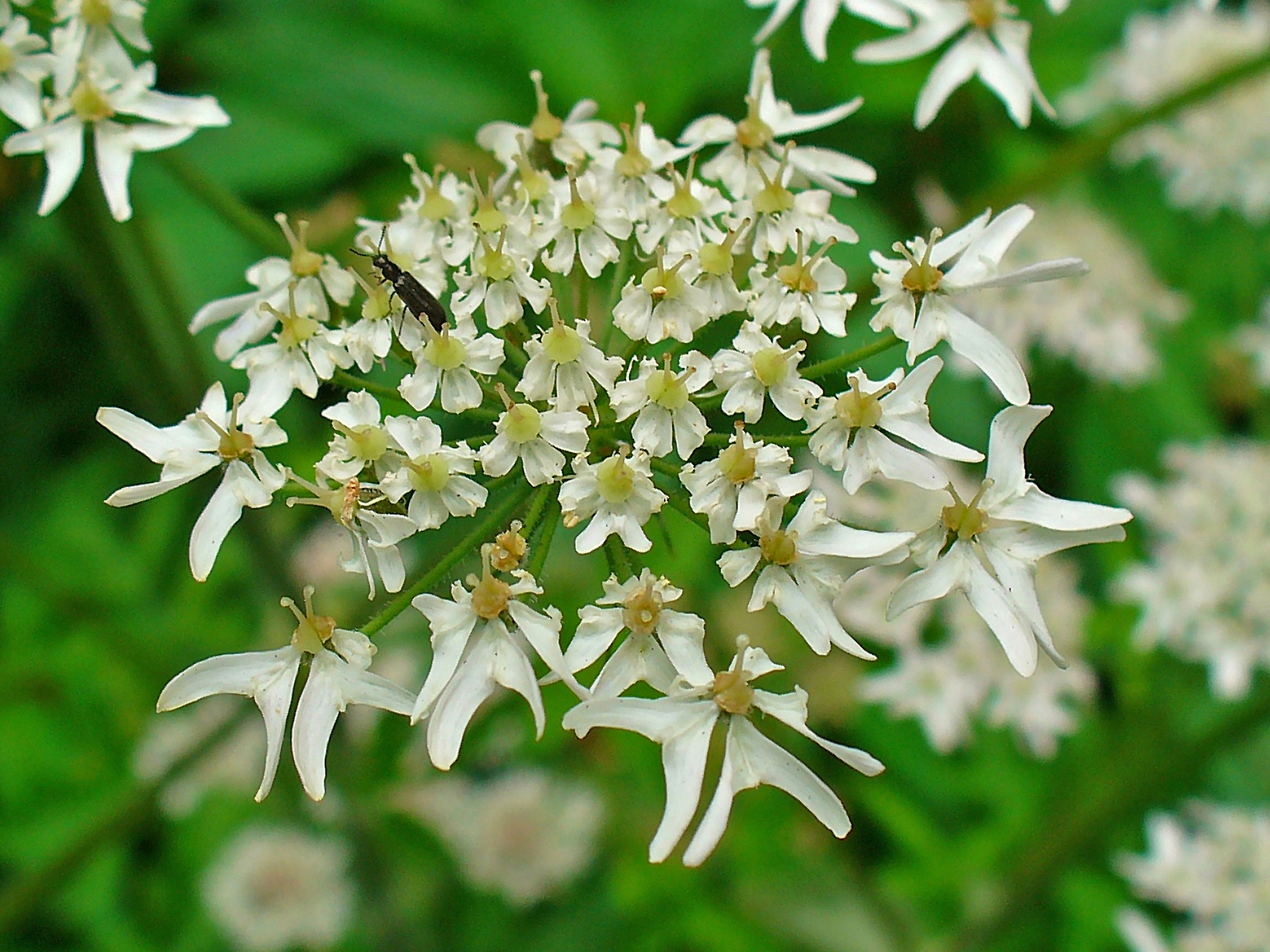
Квіти зі збільшенням